# Крута (Кстовський район)
Крута (рос. Крутая) — присілок в Кстовському районі Нижньогородської області Російської Федерації.
Населення становить 157 осіб. Входить до складу муніципального утворення Большеєльнинська сільрада.

## Історія
Від 2009 року входить до складу муніципального утворення Большеєльнинська сільрада.

## Населення
| 2002 | 2010 |
| ---- | ---- |
| 133  | ↗157 |